# Tunodesmus laminiger
Tunodesmus laminiger är en mångfotingart som beskrevs av Chamberlin 1922. Tunodesmus laminiger ingår i släktet Tunodesmus och familjen Holistophallidae. Inga underarter finns listade i Catalogue of Life.